# Balduino V de Henao
Balduino V de Henao (1150 – 17 de diciembre de 1195, Mons), llamado Balduino el Valiente, fue conde de Henao de 1171 a 1195, conde de Flandes con el nombre de Balduino VIII de Flandes, de 1191 a 1194, y marqués de Namur con el nombre de Balduino I de 1187 a 1195. Era hijo del conde Balduino IV de Henao y de Alix de Namur.
Se casó en 1169 con Margarita de Alsacia, hija del poderoso conde de Flandes Teodorico de Alsacia. Este matrimonio permitió solucionar el contencioso que existía respecto de Douai que estaba retenido por Flandes como garantía de una parte de la dote.
Balduino puso todo su empeño y firmeza para acabar con las querellas de sus barones. Se alió con su cuñado Felipe de Alsacia con el que firmó un tratado en (1177) que le designaba como heredero putativo de Flandes. Felipe de Alsacia convenció a Balduino para que este diera en matrimonio a su hija Isabel de Henao al rey de Francia Felipe Augusto con una dote excepcional: el Artois (1180).
El conflicto que estalló poco después entre el rey y el conde de Flandes puso a Balduino en una situación verdaderamente insostenible. En primer lugar, y fiel a la alianza flamenca (1180-1184), se vio obligado a luchar contra el duque de Brabante Enrique I de Brabante que estaba aliado con el rey de Francia; seguidamente tuvo que luchar para preservar los intereses de su hija Isabel que estaba a punto de ser repudiada por Felipe Augusto. El conde de Flandes, finalmente, decidió retirarle su apoyo y se produjo la ruptura. Entre tanto el rey le designó como ejecutor de la tregua que había firmado en Compiègne en 1185 con el conde de Flandes, lo que provocó el furor de este. La paz se firmó, finalmente, en 1186 tras la invasión de Henao. Felipe de Alsacia se sintió traicionado.
Balduino fue designado, asimismo, sucesor del conde de Namur por su titular Enrique IV de Luxemburgo que no tenía descendientes. El acuerdo fue ratificado por el emperador Federico I Barbarroja en 1184 en Maguncia. Balduino recibió, también, la titularidad del condado que fue convertido en marquesado. En 1186 nació la hija de Enrique IV de Luxemburgo. El conde de Namur rechazó el acuerdo precedente para nombrar a su hija Ermesinda su heredera. Se inició entonces una batalla que implicó a Balduino en la batalla de Noville-sur-Mehaigne (1 de agosto de 1194), en la que sus tropas derrotaron a las de los condes de Namur, Holanda, Juliers y Dagsbourg, y las de los duques de Brabante y de Limburgo. Enrique mantuvo el marquesado a título vitalicio, pero tras su fallecimiento en 1196 su heredad pasó a manos de Balduino.
Mientras, Balduino, tras la muerte de Felipe de Alsacia (1191), se convirtió en conde de Flandes. Sucesión delicada porque la viuda de Felipe, Teresa de Portugal pretendía ampliar sus posesiones. Finalmente, Matilde, renunció a sus pretensiones y Felipe Augusto aceptó el vasallaje del nuevo conde de Flandes.
El 15 de noviembre de 1194 murió Margarita de Alsacia y el condado de Flandes (al que ya le faltaba el Artois), pasó a su hijo Balduino IX de Flandes. Balduino dejó el marquesado de Namur a su hijo menor Felipe I de Namur, el Namurois sería, en lo sucesivo, un feudo ligado al de Henao (hasta la llegada de Felipe III de Borgoña)

## Descendencia
Balduino y Margarita I de Flandes tuvieron siete hijos:
- Isabel de Henao (º 1170 - † 1190), casada con el rey Felipe II de Francia.[1]
- Balduino IX de Flandes (º 1171 - † 1205), conde de Flandes, de Henao, y emperador latino de Constantinopla.
- Yolanda de Flandes (º 1175 - † 1219, casada con Pedro II de Courtenay, emperador latino de Constantinopla.
- Felipe I de Namur, marqués de Namur, (º 1175 - † 1212).
- Enrique de Flandes (º 1176 - † 1216), emperador latino de Constantinopla.
- Sibila (º 1179 - † 1216), casada con Guichard IV señor de Beaujeu[1]
- Eustaquio de Flandes († 1219), regente del Reino de Tesalónica.